# Werner Winter (Marineoffizier)
Werner Winter (* 26. März 1912 in Hamburg; † 9. September 1972 in Kiel) war ein deutscher Kapitän zur See der Bundesmarine.

## Leben
Werner Winter trat 1930 in die Reichsmarine ein und wurde am 10. Oktober 1930 Seekadett. 1931 war er auf der Emden. 1932 war er, am 1. Januar 1932 zum Fähnrich zur See befördert, an der Marineschule in Flensburg-Mürwik. Als Oberleutnant zur See (Beförderung am 1. Juni 1936) war er im gleichen Jahr auf U 17 in der U-Flottille Weddigen, welche Winter später als 1. U-Flottille führte.
Als Kapitänleutnant wurde er am 5. Oktober 1937 Kommandant von U 22. Mit dem Boot führte er zwei Feindfahrten durch, ohne dabei Schiffe zu versenken oder zu beschädigen. Anfang Oktober 1939 übergab er das Kommando über U 22.
Ab 13. August 1941 war er Kommandant von U 103. Auf vier Feindfahrten konnten hierbei 15 Schiffe mit 79.301 BRT versenkt werden. Am 5. Juni 1942 erhielt er als 51. Offizier der U-Boot-Waffe das Ritterkreuz des Eisernen Kreuzes verliehen. Zum 15. Juli 1942 übergab er das Kommando an Kapitänleutnant Gustav-Adolf Janssen. Unter Winter diente auf U 103 der wegen regimekritischer Äußerungen Mitte Mai 1944 hingerichtete Oskar Kusch als Zweiter Wachoffizier. Als Entlastungszeugen während seines Prozesses Ende Januar 1944 in Kiel traten die ehemaligen Vorgesetzten von Kusch, Kapitänleutnant Janssen und Winter, auf. Beide äußerten sich positiv über Kusch, mit dem sie freundschaftlich verbunden waren. Nach Aussage Winters schrieb er nach Abschluss der Hauptversammlung einen Brief an Großadmiral Dönitz, um einen Gnadenersuch zu erreichen. Dönitz sah sich nicht in der Lage Kusch zu helfen. Aus der englischen Kriegsgefangenschaft schrieb er am 11. August 1946 einen Brief an Kuschs Vater, in dem seine letztendlich erfolglosen Versuche der Rehabilitierung beschrieb und auf seinen anschließend schlechter werdenden gesundheitlichen Zustand verwies. Mit Kuschs Vater blieb er auch später noch in Briefkontakt. Nach dem Krieg sagte er auch als Zeuge bei den Verhandlungen zur Anklage gegen die damaligen Richter aus.
Vom 15. Juli 1942 bis zur Auflösung im September 1944 war er Chef der 1. U-Flottille in Brest. Am 21. Februar 1944 war er mit Wirkung vom 1. März 1943 und RDA vom 1. Juni 1943 zum Korvettenkapitän befördert worden. Anschließend wurde er in den Stab des Seekommandanten Brest versetzt und kam in dieser Position am 18. September 1944 in Kriegsgefangenschaft, aus der er am 21. November 1947 entlassen wurde.
Am 1. April 1957 trat er als Korvettenkapitän in die Bundesmarine ein und durchlief bis 15. Dezember 1957 eine Eignungsprüfung. Er kam anschließend in das Schiffsstammregiment Glückstadt. Am 1. August 1957 wurde er zum Fregattenkapitän befördert. Vom 16. Dezember 1957 bis 31. Oktober 1960 war er Standortkommandant Kiel. Bis 31. Juli 1961 erhielt er eine Ausbildung und Belehrung für die Übernahme eines Zerstörerkommandos. Von Anfang Juli 1961 bis Ende September 1962 war er Kommandant von Zerstörer 1. Anschließend war er bis September 1963 Leiter der Seetaktischen Lehrgruppe der 5. Schiffsstammabteilung. Er kam bis 31. März 1964 zur Einweisung zum Marinefernmeldeabschnitt 7 und wurde hier anschließend bis 31. März 1965 Abteilungsleiter. Im April 1965 übernahm er den Marinefernmeldestab 70, dem ehemaligen Marinefernmeldeabschnitt 7, und wurde später hier zum Kapitän zur See. Im März 1970 wurde er aus dieser Position in den Ruhestand versetzt.